# 杜布罗夫尼克航空
杜布罗夫尼克航空有限公司（Dubrovnik Airline Limited）曾是一家克罗地亚的包机航空公司，总部设在克罗地亚杜布罗夫尼克。该航空公司运营从欧洲其他国家和以色列出发飞往克罗地亚度假胜地的航线。其运营基地是杜布罗夫尼克机场。